# TAP Portugal
TAP Portugal – narodowe linie lotnicze Portugalii z siedzibą i głównym węzłem w porcie lotniczym Lizbona.
Linie obsługują loty pasażerskie i towarowe pomiędzy 93 lotniskami w 31 krajach. Flota przewoźnika obejmuje 107 samolotów. W 2009 linie przewiozły około 8 milionów pasażerów oraz 76 ton cargo. Członek sojuszu Star Alliance.
Agencja ratingowa Skytrax przyznała liniom trzy gwiazdki.

## Historia

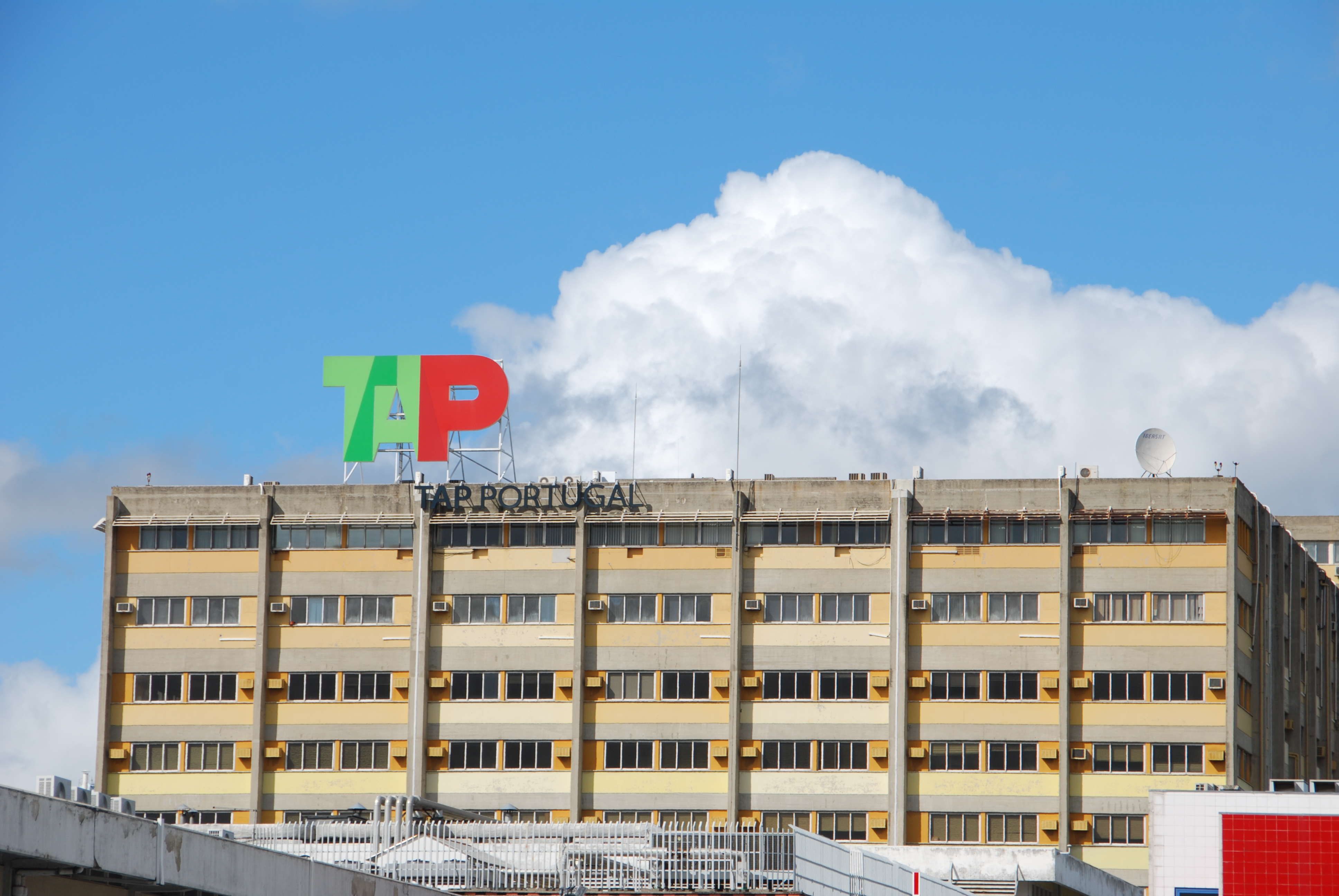
Siedziba główna TAP Portugal

TAP Portugal powstały 14 marca 1945 pod nazwą Transportes Aéreos Portugueses (TAP), a pierwszymi samolotami linii były dwa DC-3 Dakota, mogące wziąć na pokład po 21 pasażerów. Pierwsze komercyjne loty rozpoczęły 19 sierpnia 1946 pomiędzy Lizboną a Madrytem. 31 grudnia tego samego roku zainaugurowało trasę Lizbona-Luanda (Angola)-Lourenço Marques (dzisiejsze Maputo; Mozambik), liczyła ona 24 540 kilometrów i 12 międzylądowań. Była najbardziej rozbudowaną na tamte czasy trasą, obsługiwaną przez DC-3.
- W 1947 linie zakupiły cztery maszyny Douglas DC-4 (pozostające w użyciu do 1960), jak również rozpoczęły krajowe loty z Lizbony do Porto oraz międzynarodowe z São Tomé do Londynu.
- W 1948 linie dołączyły do organizacji IATA, a w 1953 zostały sprywatyzowane.
- W 1955 do floty dołączył Lockheed L-1049G Super Constelation.
- W 1958 linie zatrudniały ponad 1000 pracowników, łączna długość tras przekroczyła 14 000km, samoloty spędziły w powietrzu ponad 10 000 godzin i przewiozły ponad 65 000 pasażerów.
- W latach 60. sukcesywnie otwierano kolejne połączenia m.in. z Rio de Janeiro (1960), Las Palmas de Gran Canaria (1962), Santa Maria (1962), Frankfurtem (1963), Monachium (1963), Genewą (1965), Faro (1965), Nowym Jorkiem (1969) i Bostonem (1969). W 1965 linie przewiozły milionowego pasażera (po 20 latach istnienia).
- W 1972 linie otrzymały pierwszego, szerokokadłubowego Boeinga 747-200, a w 1973 ponowne stały się liniami państwowymi.
- W 1979 zmieniono nazwę na TAP Air Portugal.
- Z początkiem lat 80. linie wdrożyły nowe uniformy i logo, a także otwarto połączenia do Mediolanu, Barcelony oraz Rzymu.
- W 1982 do służby wszedł pierwszy Boeing 767-200, a rok później Airbus A310.
- W 1984 linie przekroczyły liczbę dwóch milionów przewożonych pasażerów.
- W 1989 Tap Air Portugal otrzymały pierwszy samolot typu Airbus A310-300 i Boeing 737-300 oraz zamówiły dwa Airbusy A340. W tym samym roku w szeregi pilotów linii weszła kobieta – Teres Carvalho.
- W 1990 przewieziono 3 miliony pasażerów. W ciągu tej dekady linie otrzymały kolejne samoloty – Airbus A320 (1992), Airbus A340 (1994) i Airbus A319 (1997).
- W 1996 powstała strona internetowa przewoźnika. Rok później podpisano strategiczne porozumienie ze szwajcarskimi Swissair oraz zainstalowano w swej bazie symulator Airbusów (319, 320 i 321).
- W 2005 TAP Air Portugal zmieniły nazwę na TAP Portugal i zostały szesnastym członkiem sojuszu Star Alliance.
- W 2009 linie rozpoczęły regularne loty do Moskwy, Warszawy i Helsinek.
- W czerwcu 2010 uruchomiono połączenia do Marrakeszu i Algierii[4].
- W 2015 rozpoczął się proces prywatyzacji linii. Portugalski rząd podjął decyzję o sprzedaży 61% udziałów w liniach lotniczych prywatnemu konsorcjum Gateway. Resztę udziałów znajdujących się w rękach państwa ma zostać sprzedana po 2017[5].

## Flota

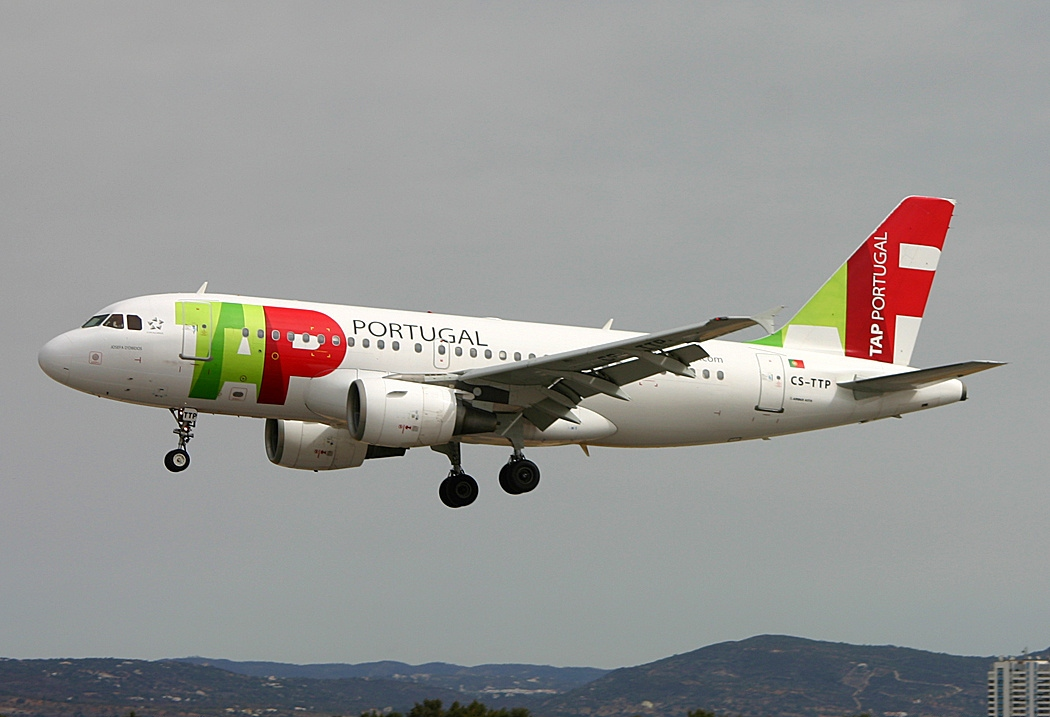
Airbus A319-111 TAP Portugal lądujący na lotnisku w Faro

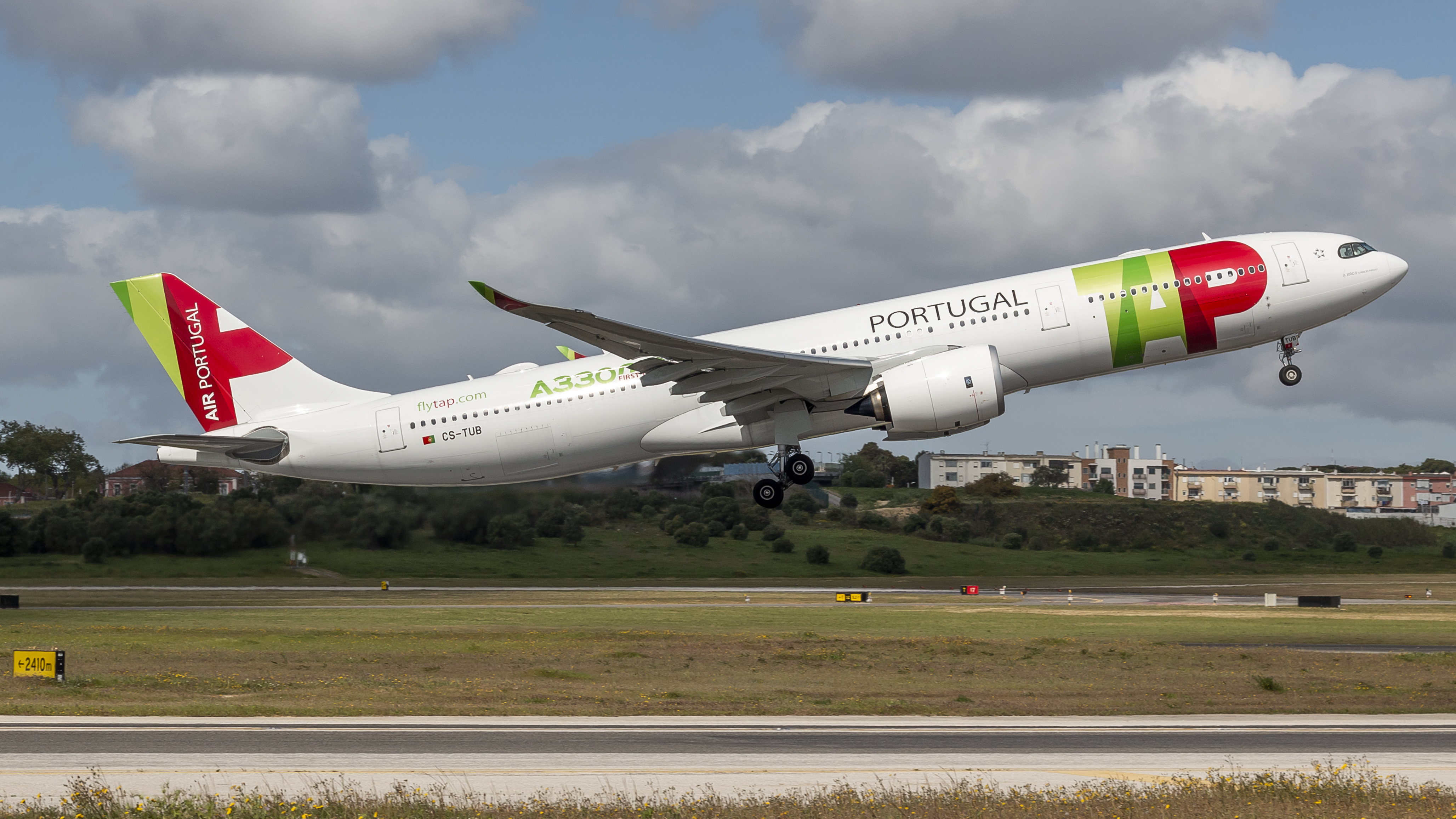
Airbus A330-941neo linii startujący z lotniska w Lizbonie

Według stanu na maj 2025 flota TAP Air Portugal składała się z 99 samolotów o średnim wieku 10,2 lat:
| Samolot         | Samolot | Samolot   | Liczba miejsc | Liczba miejsc | Liczba miejsc | Liczba miejsc | Uwagi                                     |
| Model           | Aktywne | Zamówione | B             | P             | E             | Łącznie       | Uwagi                                     |
| --------------- | ------- | --------- | ------------- | ------------- | ------------- | ------------- | ----------------------------------------- |
| Airbus A319-100 | 3       | -         | -             | -             | 144           | 144           | Elastyczna konfiguracja miejsc klas B i E |
| Airbus A320-200 | 14      | -         | -             | -             | 174           | 174           | Elastyczna konfiguracja miejsc klas B i E |
| Airbus A320neo  | 15      | 11        | -             | -             | 174           | 174           | Elastyczna konfiguracja miejsc klas B i E |
| Airbus A321-200 | 3       | -         | -             | -             | 216           | 216           | Elastyczna konfiguracja miejsc klas B i E |
| Airbus A321neo  | 23      | 8         | 16            | 42            | 113           | 171           |                                           |
| Airbus A330-200 | 3       | -         | 25            | -             | 244           | 269           |                                           |
| Airbus A330-900 | 19      | 2         | 34            | 96            | 168           | 298           |                                           |
| TAP Express     |         |           |               |               |               |               |                                           |
| Embraer ERJ-190 | 12      | -         | -             | -             | 106           | 106           |                                           |
| Embraer ERJ-195 | 7       | -         | -             | -             | 118           | 118           |                                           |
| Łącznie         | 99      | 21        |               |               |               |               |                                           |

## TAP Portugal w Polsce
W Polsce przewoźnik obsługuje bezpośrednie rejsy z Warszawy do Lizbony. Na trasie łączącej Portugalię z Polską linie przewiozły w 2010 50 tysięcy podróżnych. Przewoźnik obsługuje także połączenia w formule code-share z PLL LOT.

## Katastrofy i wypadki
- 27 stycznia 1948 Douglas C-47A-50-DL rozbił się niedaleko Lizbony podczas lotu treningowego, zabijając wszystkich trzech członków załogi[9].

- 19 listopada 1977 Boeing 727-282Adv (CS-TBR) lecący z Lizbony na Maderę rozbił się podczas lądowania w trudnych warunkach atmosferycznych. Zginęło 131 osób, a 33 zostały ranne.

## Linie partnerskie
W ramach sojuszu Star Alliance:
| - Aegean Airlines - Air Canada - Air China - Air New Zealand - ANA | - Asiana - Austrian Airlines - BMI British Midland - Brussels Airlines - Croatia Airlines - EgyptAir | - LOT - Lufthansa - SAS - Shanghai Airlines - Singapore Airlines - South African Airways | - SWISS - LATAM Brasil - Thai Airways International - Turkish Airlines - United Airlines |

Pozostałe:
- Air Baltic
- Air One
- Linhas Aéreas de Moçambique
- Azores Airlines
- Cabo Verde Airlines
- Ukraine International Airlines